# Angeles blancos
Angeles blancos (lit. Anjos brancos) é uma telenovela mexicana produzida pela Televisa e exibida entre 3 de setembro de 1990 e 1 de fevereiro de 1991, substituindo Días sin luna e sendo substituída por Madres egoístas. 
Foi protagonizada por Jacqueline Andere, Rogelio Guerra e Alfonso Iturralde, com atuação antagônica de Queta Lavat, Héctor Gómez e Antonio Medellín.

## Enredo
Rocío Díaz de León está comprometida com um piloto de Fórmula 2, Augusto, e eles se casam. Durante a lua de mel, o casal é vítima de roubo e Augusto está gravemente ferido e depois morre. Jorge Pades é um piloto que tem um ataque cardíaco durante um voo de Nova Iorque para a Cidade do México. Felizmente, no aeroporto está Rocío, que é uma cardiologista e dá primeiros socorros e assim o levam para o hospital. Entre os dois surge um amor muito difícil, porque Jorge já está casado com Martha. Jorge se recupera, mas entende que sua vida está em perigo e só um transplante pode salvá-lo. Ele permanece na clínica do Dr. May, que é o pai de Rocío, e pode fazer a operação delicada. Mas enquanto espera por um doador Jorge recebe um segundo ataque cardíaco.

## Elenco
- Jacqueline Andere - Rocío Díaz de León
- Rogelio Guerra  - Jorge Pades
- Ignacio López Tarso - Perfecto Díaz de León
- Alfonso Iturralde - Augusto
- Antonio Medellín - Dr. Cardoso
- Carmelita González - Dolores
- Queta Lavat - Brígida
- Sonia Furió - Ana María
- Serrana - Martha
- Begoña Palacios - Emilia
- Myrrah Saavedra - Lucía
- Juan Carlos Bonet - Daniel
- Luis Uribe - Luis
- Gina Romand - Elena
- Irán Castillo - Biela
- Hugo Acosta - Eugenio
- Angélica Vale - Priscilla
- Queta Carrasco - Josefita
- Héctor Gómez - Dr. Guzmán
- Irma Dorantes - Tina
- Mauro Giuntti - Luciano Ferrer
- Esther Guílmain - Guadalupe
- Emma Laura - Gabriela
- Ariadne Pellicer - Malena
- Juan Felipe Preciado - Humberto
- Luis Rivera - Milburgo
- José Suárez - Álvaro
- Kate Sentíes - Adriana
- Guillermo de Alvarado "Condorito"
- Jorge Patiño - Antonio Fajardo
- María Cristina Ribal - Herminia
- Lucía Irurita - Carmelita
- Tara Parra - Remedios

## Prêmios e indicações

### Prêmios TVyNovelas 1991
| Categoria                 | Nominado(a)         | Resultado |
| ------------------------- | ------------------- | --------- |
| Melhor atriz protagonista | Jacqueline Andere   | Indicado  |
| Melhor ator protagonista  | Rogelio Guerra      | Indicado  |
| Melhor ator principal     | Ignacio López Tarso | Indicado  |